# Cáudice

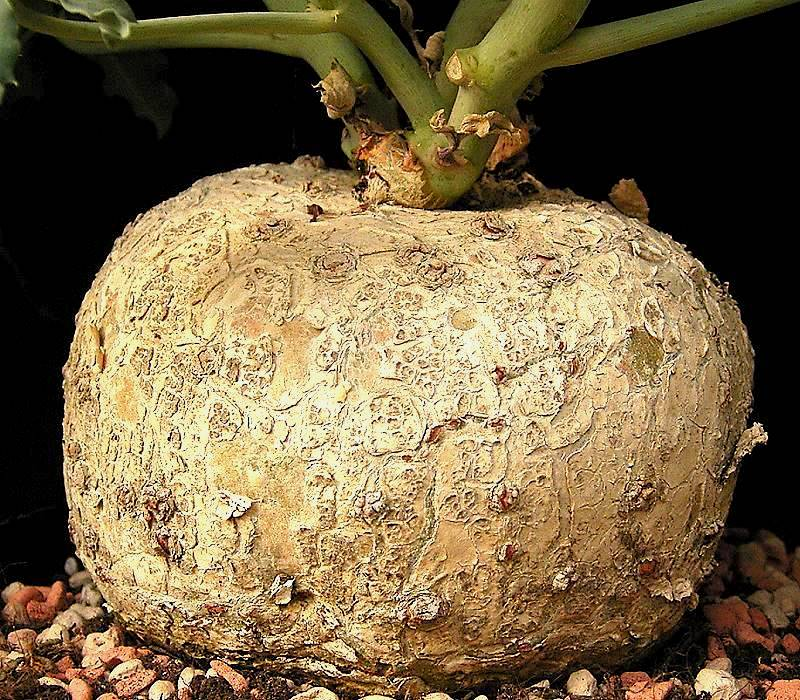
Cáudice de Jatropha catharica.

Un cáudice (en inglés caudex) es un tallo, pero este término también se utiliza para referirse a un tallo subterráneo y, en especial, a un tallo de estructura basal que puede producir crecimiento nuevo.
En el sentido literal del término, con el significado de tallo, se utiliza principalmente en plantas con una morfología diferente a la del tallo de las angiospermas dicotiledóneas, como las palmeras, helechos y cícadas.
El término derivado caudiciforme: 'con aspecto de tallo', se usa en ocasiones para referirse al paquicaulo (plantas con un tallo desproporcionadamente grueso para su altura y poco ramificados).
Algunos géneros caudiciformes:
- Adenia (familia Passifloraceae),
- Beaucarnea (familia Ruscaceae),
- Jatropha (familia Euphorbiaceae)
- Pachyrhizus (familia Fabaceae).

Algunas especies de eucaliptos y otras plantas adaptadas a incendios periódicos poseen también cáudice.